# Apocheima ursularia
Apocheima ursularia là một loài bướm đêm trong họ Geometridae.